# 阿克萨清真寺

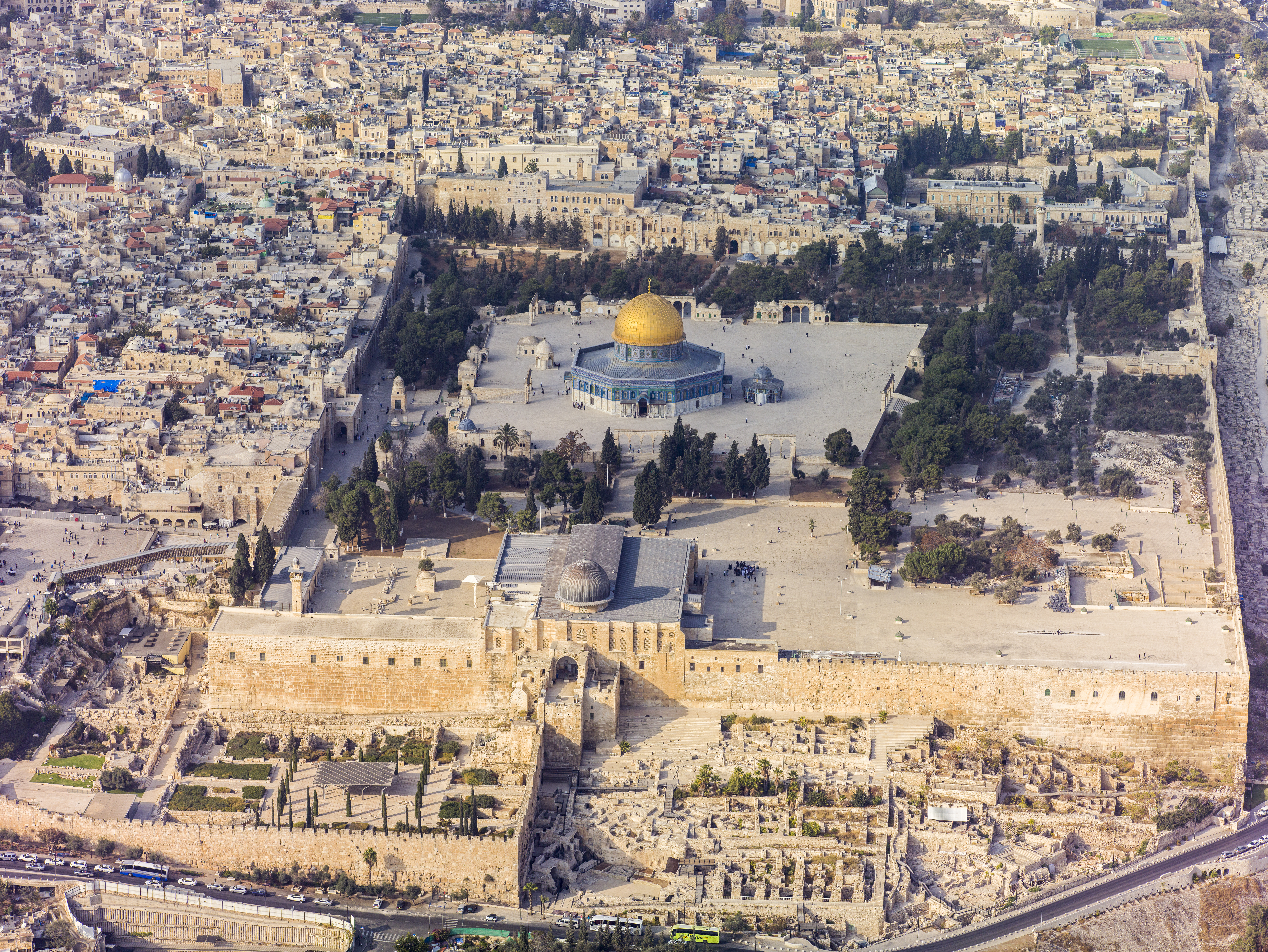
阿克萨清真寺，摄于1982年

阿克萨清真寺（'ælmæsʤıd ælæqəsɒː，Al-Masjid Al-Aqsaⓘ），是一座位於耶路撒冷旧城聖殿山的清真寺或祈禱廳。“阿克萨”在阿拉伯语中意为“遥远”，故又名远寺。
在正統哈里發時期烏瑪爾（約634-644年）或倭馬亞王朝的哈里發穆阿维叶一世約661-680年）統治期間，一座小型禮拜堂曾在清真寺原址附近興建。今日的清真寺位於該區域的南牆上，最初是由倭馬亞王朝的第五位哈里發阿布杜勒·马利克或其子韦立德一世所建造的，作為岩石圆顶的會眾清真寺使用，然而最初的清真寺在746年的地震中被摧毀後，隨後由阿拔斯王朝曼蘇爾於758年重建。並在780年由阿巴斯王朝的馬赫迪進一步擴建，由十五個通道和一個中央圓頂組成。但在1033年約旦地震期間再次被摧毀。
現有的清真寺由法蒂瑪王朝的哈里發納爾·艾丁重建，他将建築減少為七個通道，並在內部裝飾上增加精緻的中央拱門，上面鑲嵌植物圖案的馬賽克；目前的結構保留則11世紀的輪廓。並在定期的維護，不同王朝的統治下進行了多次建設，包括圓頂、正面、尖塔、內部結構的改建。1099年十字軍東征該地後，清真寺曾一度用作宮殿，並成為聖殿騎士團的教團總部使用。薩拉丁於1187年攻佔該地後，該結構恢復了其作為清真寺的功能。並隨後的世紀中，包括阿尤布王朝、馬木留克王朝、奧斯曼帝國、巴勒斯坦託管地的最高穆斯林委員會以及約旦佔領西岸期間進行了更多的修復。自以色列占领约旦河西岸以來，阿克薩清真寺一直由耶路撒冷宗教基金獨立管理。
當前阿克薩清真寺屬阿克薩清真寺區的一部分，靠近包含猶太教和基督教的多個歷史和聖地，特別是耶路撒冷聖殿。由於整個區域因此具有高度的地緣政治意義，使得清真寺一直是以巴冲突的主要爭議焦點。

## 历史
该寺由倭马亚王朝第5代哈里发阿布杜勒·马利克及其子在公元705年至709年间建造在原圣殿教堂的残基之上。780年毁于地震，932年由阿巴斯王朝第19任哈里发重建。11世纪加盖了圆顶，改建后的清真寺高至88米。1099年，该寺在第一次十字军东征中被入侵的十字军改造成教堂、兵器库和兵营。1187年耶路撒冷被萨拉丁易主后又进行了修复。
2013年3月，巴勒斯坦总统阿巴斯訪問約旦，双方签署了共同保护阿克萨清真寺的协议。2015年10月，约旦和以色列簽訂協議，允许穆斯林前往阿克萨清真寺做礼拜。非穆斯林则被允许在特定时间参观。
2017年7月14日，3名以色列警察在圣殿山外遭以色列籍阿拉伯人枪击，其中2人身亡，袭击者随后逃到圣殿山。以色列警方在事发后封锁了圣殿山上的阿克萨清真寺，当天正是周五主麻日，这是半世纪来穆斯林第一次不被允许周五在阿克萨清真寺祷告。2017年7月16日下午，以色列警方重开耶路撒冷老城内之前遭关闭的商铺及被封锁的交通，并重开阿克萨清真寺，但在阿克萨清真寺入口处新设的金属探测器及監視器遭穆斯林抵制。2017年7月18日，据“阿拉伯新闻报”网站援引阿拉伯语媒体Elaph的报道称，沙特阿拉伯国王萨勒曼经私人途径通过美国高级别官员斡旋获得了以色列总理内塔尼亚胡“重开阿克萨清真寺”的承诺。但2017年7月19日晚，以色列警方再度关闭阿克萨清真寺。正在中国进行国事访问的巴勒斯坦国总统阿巴斯决定提前结束访问回国。
2021年5月10日，以色列一年一度庆祝耶路撒冷日的活动中以巴警民在阿克萨清真寺前广场发生冲突。随后，哈马斯向以色列发射火箭弹，以色列的铁穹系统拦截了部分来袭火箭弹，即2021年以巴冲突。
2022年及2023年，多名巴勒斯坦人在阿克萨清真寺与以色列警方發生冲突。

## 建築
阿克薩清真寺及其周圍區域佔地共14.4公頃（36英畝），儘管清真寺本身只佔約1.1英畝（0.46公頃），但可容納多達5,000名信徒。 建築物長83公尺（272英尺），寬56公尺（184英尺）。不同於反映古典拜占庭式建筑風格的岩石圆顶，阿克薩清真寺具有早期伊斯蘭建築的特徵。

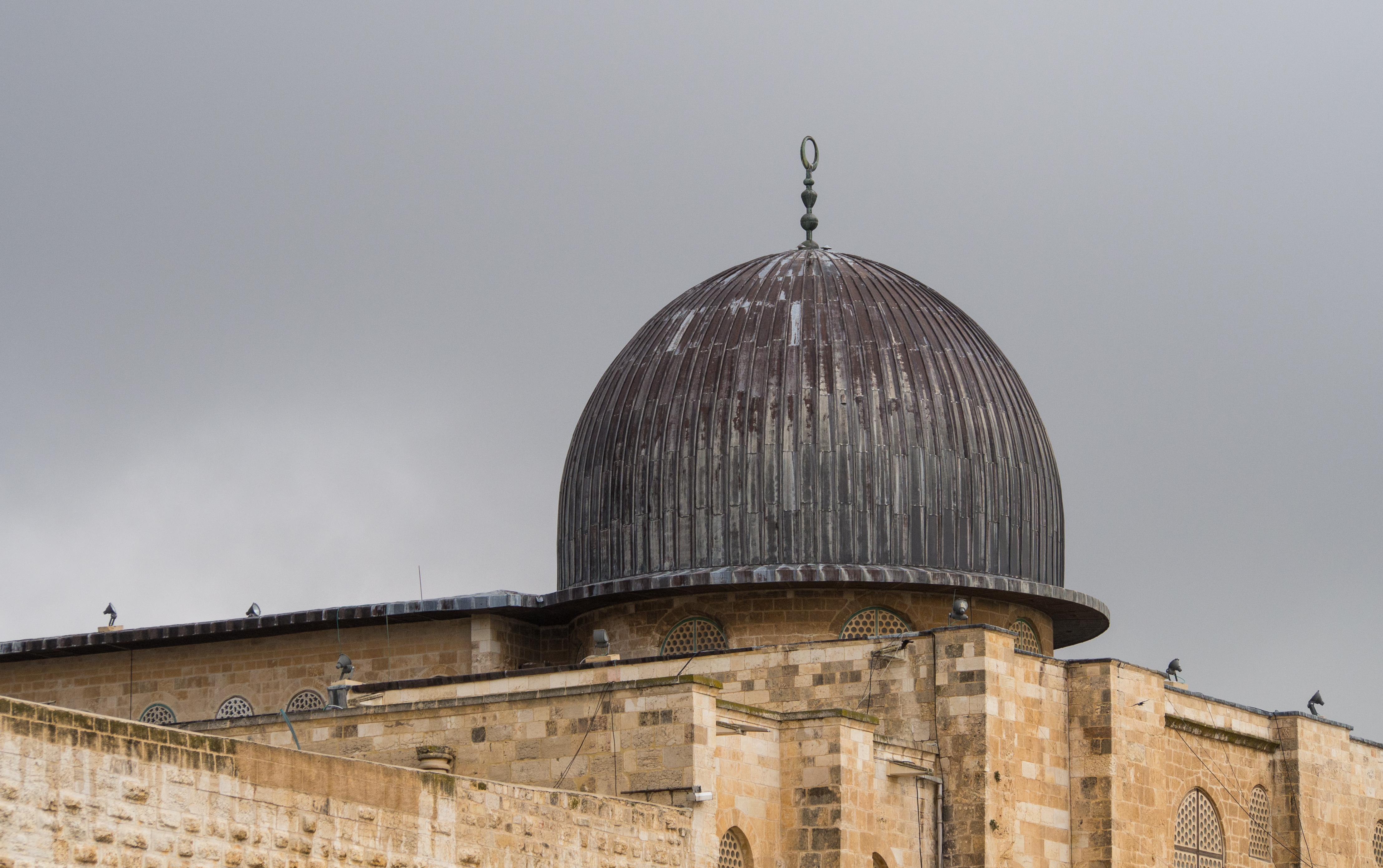
清真寺圓頂
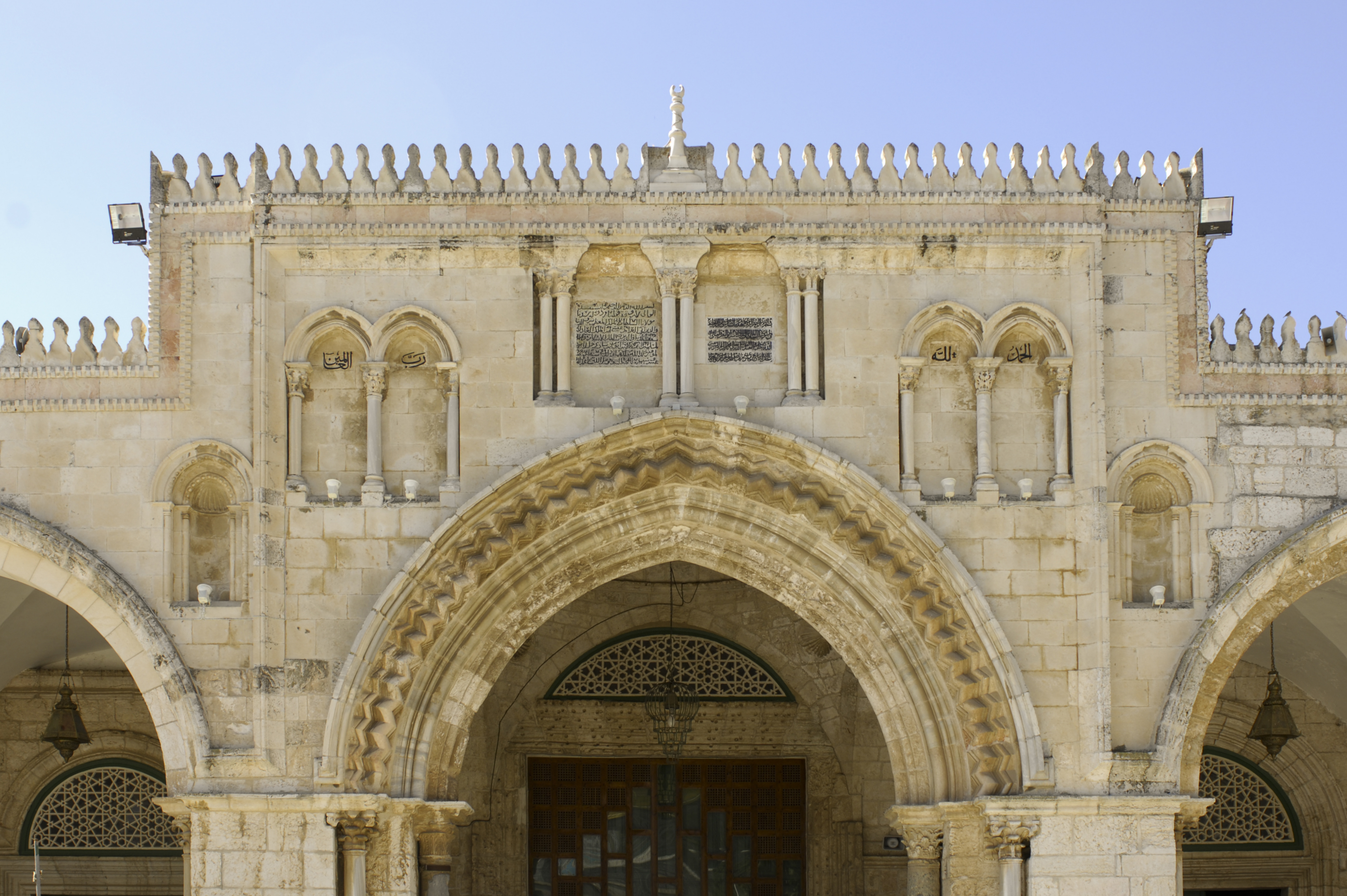
清真寺正面。它由法蒂瑪王朝建造，並由十字軍、阿尤布王朝和馬穆魯克王朝擴建。
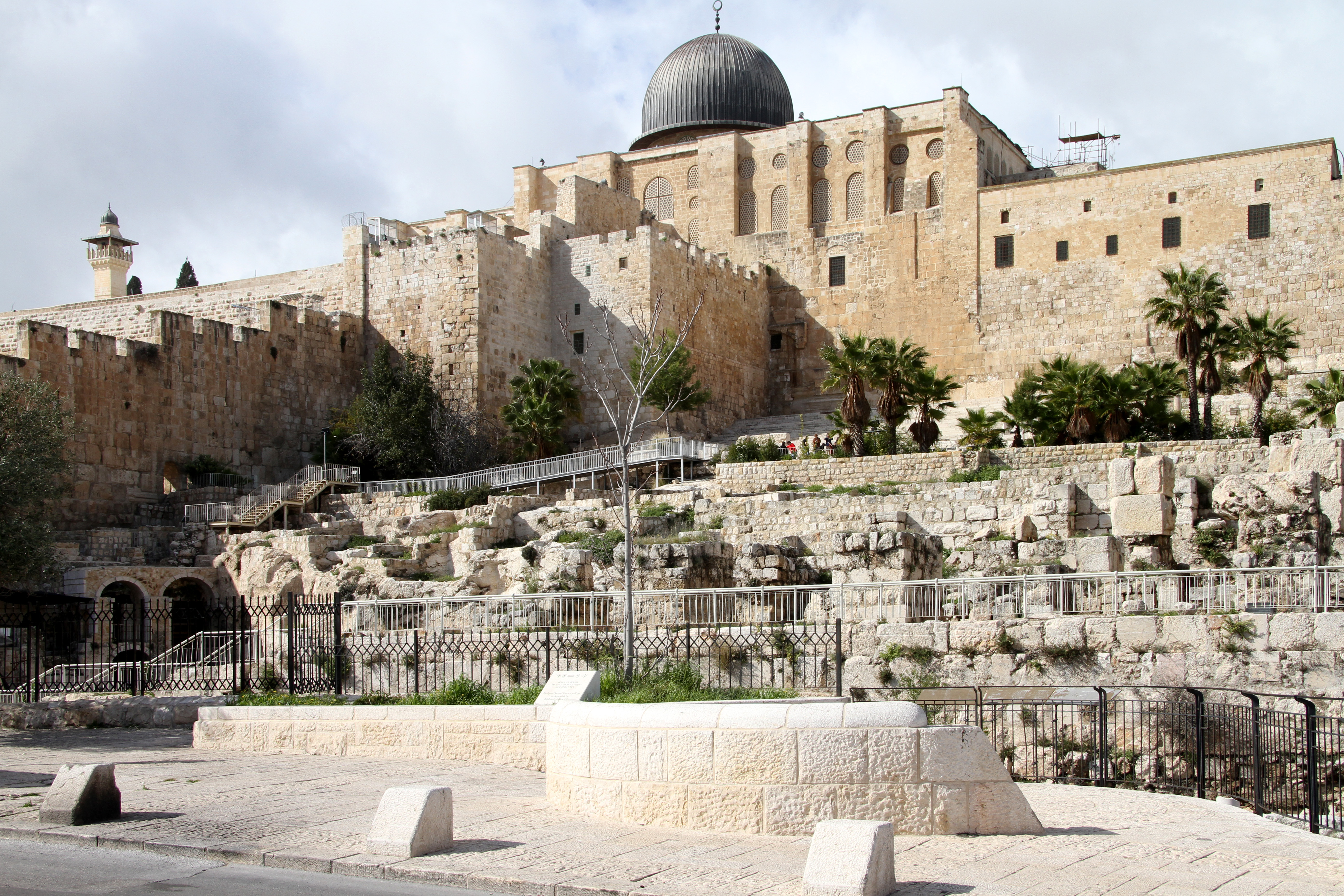
清真寺周圍景觀
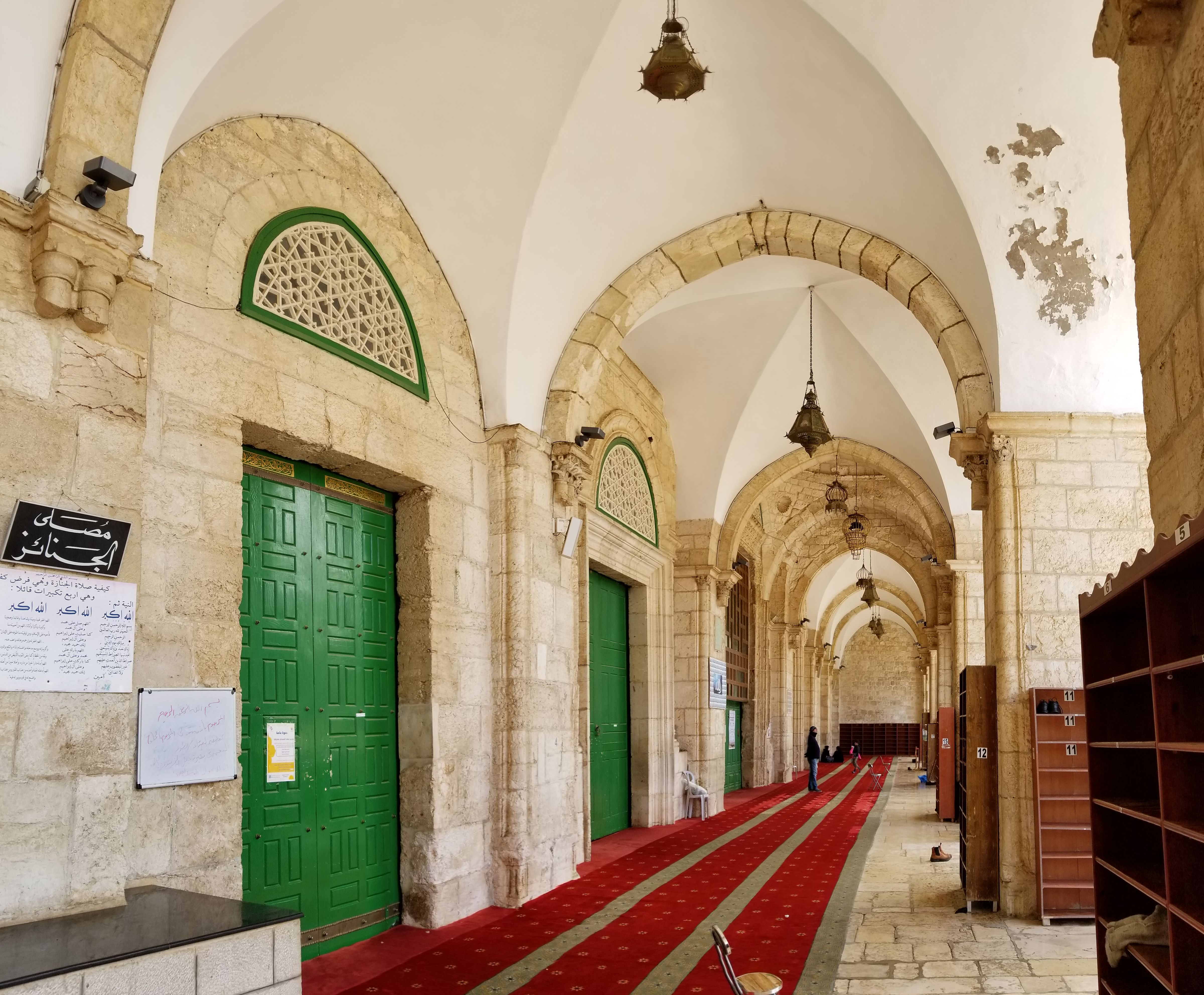
清真寺主入口處

### 圓頂
阿克薩清真寺的圓頂是倫瑪迪和阿巴斯王朝時期少數幾個建在米哈拉布前的圓頂之一，其他案例包大馬士革的倫瑪迪清真寺（建於715年）和蘇斯大清真寺。
原始的圓頂由阿卜杜勒-麥立克建造，但至今已不存在。而今天所看到的圓頂是仿照阿茲·扎希爾的設計製作，該圓頂採用木頭鑲嵌上搪瓷的結構，然而在1969年，一場大火導致圓頂和內部裝飾的14世紀畫作遭到毀壞之後則採用混凝土和鉛板重建圓頂。被認為無法修復的畫作則使用布蘭迪技術進行了全面重建，並特意使用細線條來區分重建區域和原始區域。

### 正面
清真寺的正面建於公元1065年，是根據法蒂玛王朝的的哈里發穆斯坦綏爾·比拉的命令而建造的。它由拱廊和小柱子構成的欄桿裝飾所點綴。雖然過去曾受到十字軍的損壞，但正面後來在阿尤布王朝時期經過修復和翻新，並增建瓷磚裝飾。此外，拱頂的部分材料則來自耶路撒冷十字軍建築中的雕刻和裝飾材料。

### 內部
清真寺有七個多柱式中殿，在建築的南、西和東側設有額外的小大廳。當前內部保存著121扇阿拔斯和法蒂瑪時代的彩色玻璃窗。其中約四分之一於1924年修復。主入口對面拱門的拱肩上有馬賽克裝飾和銘文，其歷史可以追溯到法蒂瑪王朝時期。
內部主要由45根柱支撐，其中有33根是白色大理石，另外12根則是石頭所製。中央過道的柱排較為笨重，但其餘四排則比例較佳。竹中柱頭分為四種不同的類型：中央過道的柱頭較為笨重且呈現原始設計，而在圓頂下方的柱頭則使用了科林斯柱式，由來自義大利的白色大理石製成。東側走道的柱頭設計較為厚重，呈現籃子狀，穹頂的東側和西側柱頭也採用籃子狀，但尺寸較小且比例較均衡。這些柱子和橋墩透過建築梁連接，梁被封閉在木質外殼內呈大致方形。室內大部分牆面都被白色粉飾覆蓋，但圓頂的鼓形部分以及位於其下方的牆壁裝飾則採用鑲嵌藝術和大理石。
1927年，當清真寺遭受地震損害後，部分義大利藝術家在修復過程中繪製了新的畫作。此外，清真寺的天花板是由埃及國王法鲁克一世資助繪製的。

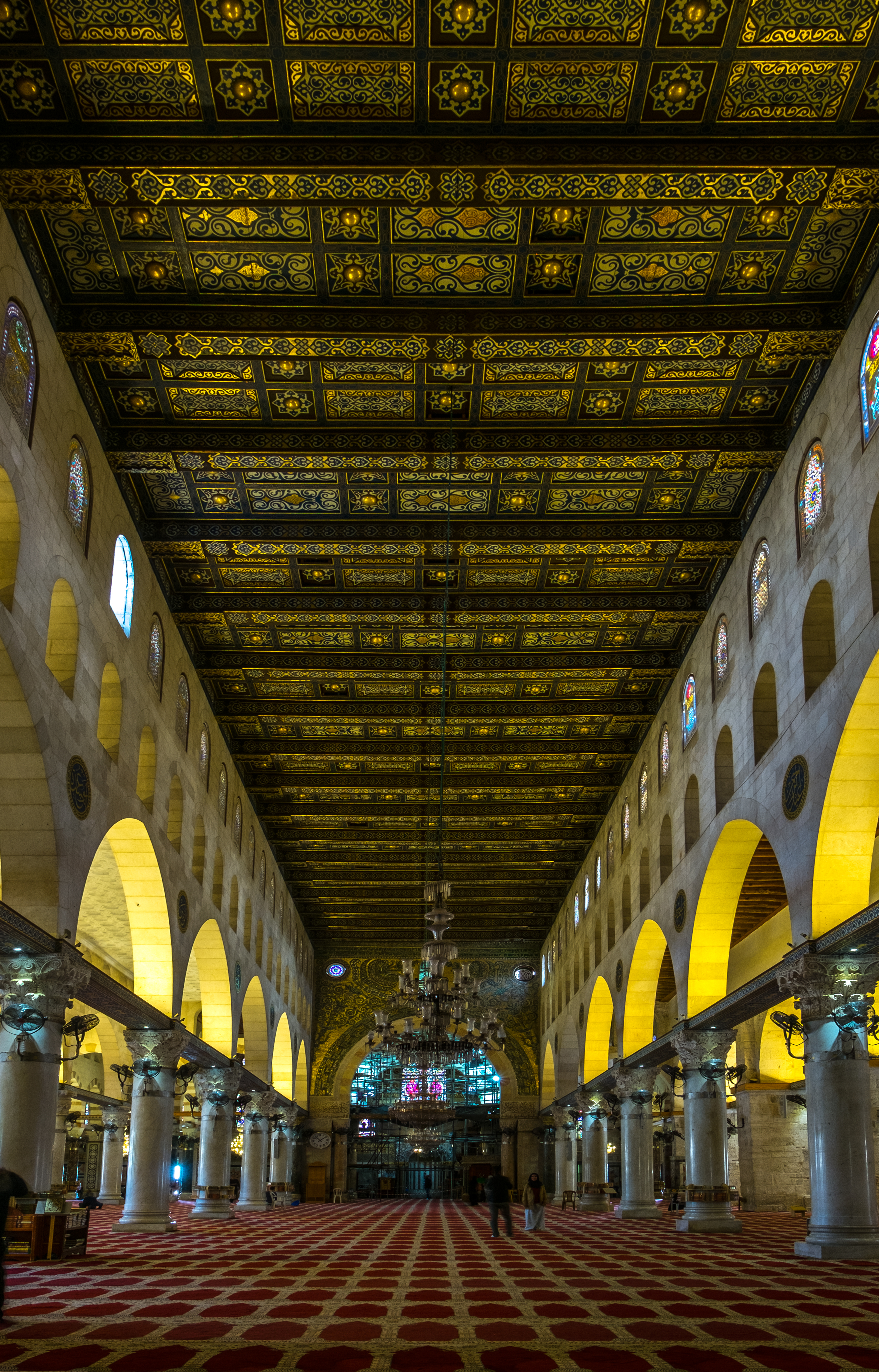
室內大廳
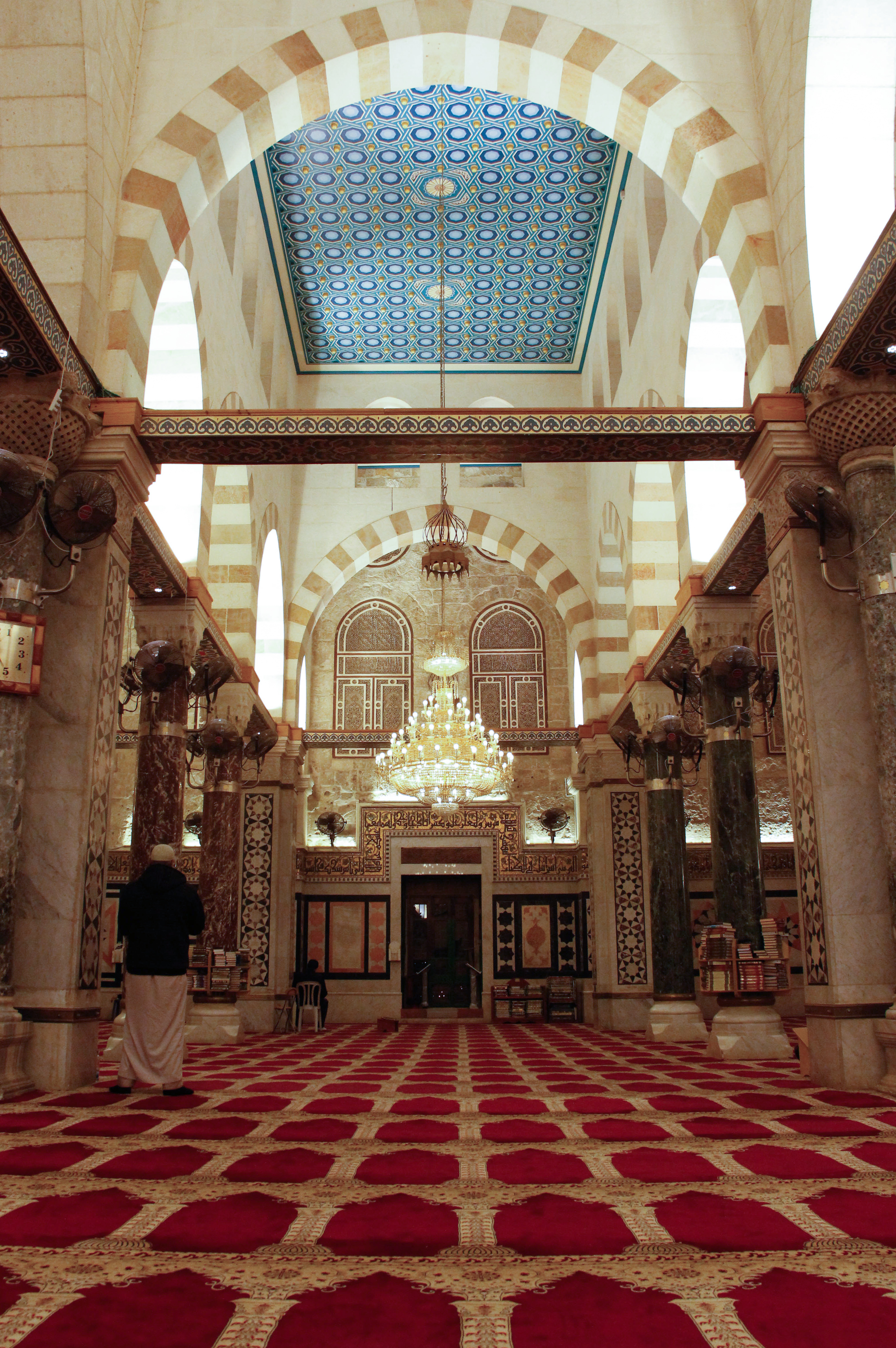
室內大廳
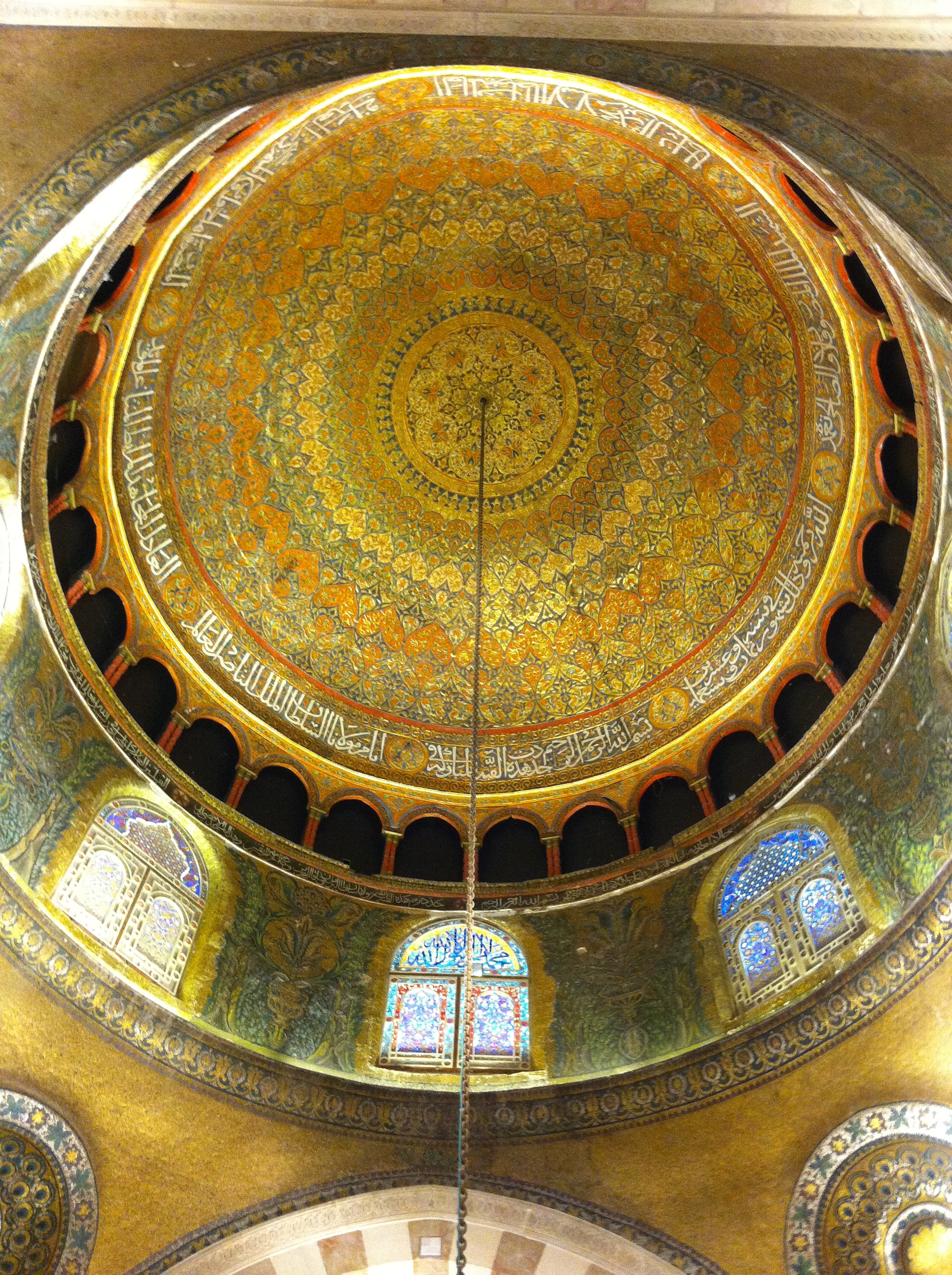
主穹頂的內部裝飾
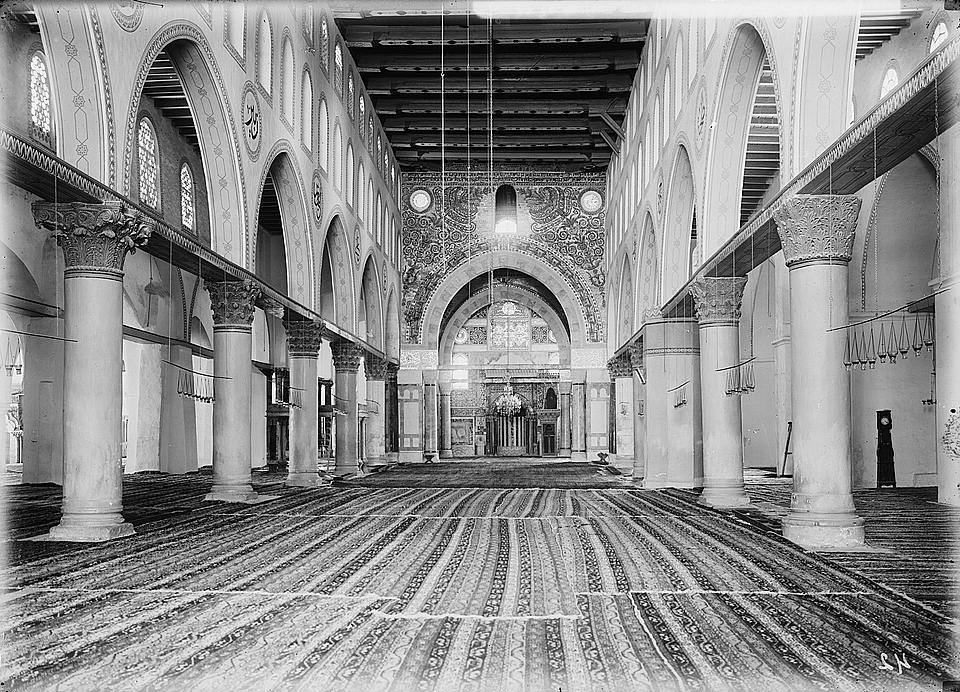
昔日的室內大廳
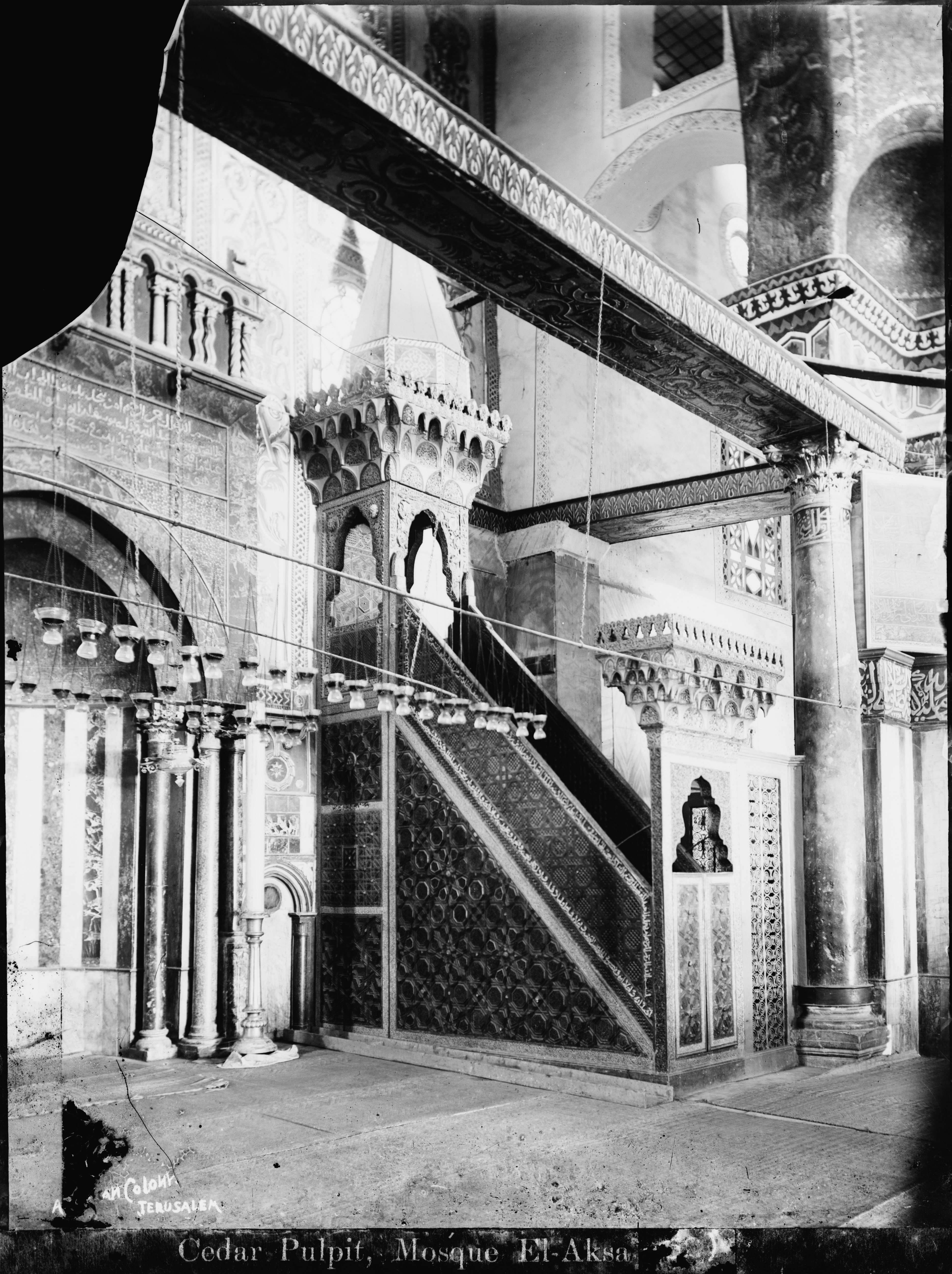
敏拜爾

### 敏拜爾
清真寺的敏拜爾是由一位名叫阿赫塔里尼（Akhtarini）的工匠根據阿勒颇國王納爾·艾丁的命令建造。這座講壇最初是努爾丁在攻克十字軍佔領的耶路撒冷後，所贈送給阿勒頗大清真寺的禮物，並花了六年的時間建造（1168年-1174年）。努爾丁去世時，十字軍仍然控制著耶路撒冷，但在1187年萨拉丁攻克了該城市，才將敏拜爾遷移至此使用。該結構由象牙和精心製作的木材製成，木材上刻有阿拉伯書法、幾何和花卉圖案。
1969年，這個敏拜爾被丹尼斯·邁克爾·羅漢摧毀後，被一個更簡化的敏拜爾所取代。2007年1月，負責管理清真寺的伊斯蘭宗教和社區領袖阿德南·侯賽尼（Adnan al-Husayni）表示將安裝一個新的敏拜爾；新敏拜爾於2007年2月完成安裝。設計由賈米爾·巴德蘭（Jamil Badran）根據舊敏拜爾的精確複製品所繪製的，並在五年內完成了這項工作。新敏拜爾是在約旦所建造的，並歷時四年的時間使用傳統的木工技術，即採用鉚釘，而非釘子將各個部分連接在一起，在設計敏拜爾時使用了電腦圖像進行模擬。

## 延伸阅读
- 'Asali, Kamil Jamil. . Interlink Books. 1990  [2021-09-11]. ISBN 1-56656-304-6. （原始内容存档于2017-01-11）.
- Auld, Sylvia. . Hillenbrand, R  (编). . London: Altajir Trust. 2005: 42–60.
- Boas, Adrian. . Routledge. 2001  [2021-09-11]. ISBN 0-415-23000-4. （原始内容存档于2021-05-19）.
- Dean, Lucy. . Routledge. 2003  [2021-09-11]. ISBN 1-85743-184-7. （原始内容存档于2020-07-15）.
- Dumper, Michael. . Lynne Rienner Publishers. 2002  [2021-09-11]. ISBN 1-58826-226-X. （原始内容存档于2021-05-19）.
- Esposito, John L. . Syracuse University Press. 1998  [2021-09-11]. ISBN 0-8156-2774-2. （原始内容存档于2017-01-11）.
- Gonen, Rivka. . KTAV Publishing House. 2003  [2021-09-11]. ISBN 0-88125-799-0. （原始内容存档于2017-01-11）.
- Grabar, Oleg.  (PDF). Bulletin of the Royal Institute for Inter-Faith Studies. Constructing the Study of Islamic Art. 2000, 2 (2)  [20 January 2019]. （原始内容 (PDF)存档于14 April 2016）.
- Hamilton, R. W. . London: Oxford University Press (for the Government of Palestine by Geoffrey Cumberlege). 1949  [2021-09-11]. OCLC 913480179. （原始内容存档于2020-10-23）.
- Jacobs, Daniel. . Penguin. 2009  [2021-09-11]. ISBN 978-1-4053-8001-0. （原始内容存档于2017-01-11）.
- Jarrar, Sabri. . Necipoğlu, Gülru  (编).  Illustrated, annotated. Brill. 1998  [2021-09-11]. ISBN 978-90-04-11084-7. （原始内容存档于2017-01-11）.
- Jeffers, H. . KTAV Publishing House. 2004  [2021-09-11]. ISBN 978-0-88125-799-1. （原始内容存档于2020-07-15）.
- Madden, Thomas F. . Blackwell Publishing. 2002  [2021-09-11]. ISBN 0-631-23023-8. （原始内容存档于2021-05-19）.
- Marouf, Abdullah.  [Introduction to the study of the Blessed Aqsa Mosque] 1st 2006. دار العلم للملايين.   [2021-09-11]. （原始内容存档于2018-01-04） （阿拉伯语）.
- Meri, Josef W.; Bacharach, Jeri L. . Taylor and Francis. 2006  [2021-09-11]. ISBN 0-415-96691-4. （原始内容存档于2021-05-19）.
- Netzer, Ehud. . Baker Academic. 2008. ISBN 978-0-8010-3612-5.
- Patel, Ismail. . Al-Aqsa Publishers. 2006  [2021-09-11]. ISBN 0-9536530-2-1. （原始内容存档于2021-05-19）.
- Pringle, Denys. . Cambridge University Press. 1993  [2021-09-11]. ISBN 978-0-521-39038-5. （原始内容存档于2015-10-22）.
- Raby, Julian. . Brill. 2004  [2021-09-11]. ISBN 90-04-13964-8. （原始内容存档于2021-05-19）.
- Shah, Niaz A. . Macmillan. 2008  [2021-09-11]. ISBN 978-0-230-60618-0. （原始内容存档于2017-01-11）.
- Sprinzak, Ehud. . Rapoport, David  (编). . Brill. 1996  [2021-09-11]. ISBN 90-04-10633-2. （原始内容存档于2017-01-11）.
- Yavuz, Yildirim. . Necipoğlu, Gülru  (编). . 2001  [2021-09-11]. ISBN 0-7146-8179-2. （原始内容存档于2021-05-19）.